# Nicholas Samuel, 5. Viscount Bearsted
Nicholas Alan Samuel, 5. Viscount Bearsted (* 22. Januar 1950) ist ein britischer Peer, Unternehmer und ehemaliger Politiker (Conservative Party).

## Leben
Er wurde als Sohn von Peter Samuel, 4. Viscount Bearsted (1911–1996) und dessen Ehefrau Elizabeth Adelaide Cohen (1919–1983) geboren. Er erbte beim Tod seines Vaters am 9. Juni 1996 dessen Adelstitel als 5. Viscount Bearsted, 5. Baron Bearsted und 5. Baronet, of the Mote and Portland Place.
Samuel besucht das Eton College und studierte am New College der Universität Oxford. Dort erwarb er 1972 einen Bachelor-Abschluss im Fach Chemie.
Er ist seit 1977 als selbständiger Unternehmer und Investor tätig. Er gründete mehrere eigene Unternehmen. Seit 1980 arbeitete er als Unternehmensberater und als Berater für Computertechnologie (Corporate and Computer Consultant), insbesondere im Bereich der Implementierung von Software-Lösungen im medizinischen Bereich. Er ist seit 1980 Inhaber der Beratungsfirma N A Samuel Consultancy. Er war Gründer und Direktor der Gesellschaften Alliance Imaging Inc (Gründung 1984; dort Direktor 1984–1987) und Alliance Medical plc (Direktor 1990–2006), Dienstleistungs- und Beratungsfirmen auf dem Gebiet der medizinischen und diagnostischen Bildgebung. Er war außerdem Direktor (Director) der Beratung- und Investitionsgesellschaft Samuel Properties plc (1975–1985), der Maybourn Group plc (1984–1987) und des St James’s Venture Capital Fund (1983–1992). Er war Vorstandsvorsitzender (Chairman) der Software-Entwicklungsfirma Insignia Solutions plc (1988–2006) und CEO der Hulton-Deutsch Collection Ltd, einem der weltweit größten Fotoarchive für historische Aufnahmen.
Er ist aktuell (Stand: Januar 2014) Vorsitzender (Chairman) von Powerstax plc (seit 1997), IPV Ltd. sowie Direktor (Director) von Family Network Inc. und Datawind Inc. Seit November 2007 ist er außerdem Direktor (Director) der Software-Beratungsfirma Future IT Solutions Inc.

## Mitgliedschaft im House of Lords
Mit dem 1996 geerbten Adelstiteln war damals ein Sitz im House of Lords verbunden. Er schloss sich der dortigen Fraktion der Conservative Party an und wurde in der Sitzungsperiode 1997/1998 ins House of Lords eingeführt. Er nahm kaum an Sitzungen teil und im Hansard sind keine Wortmeldungen von ihm dokumentiert. Er nahm auch nicht an Abstimmungen teil. Seine Mitgliedschaft im House of Lords endete am 11. November 1999 durch den House of Lords Act 1999.
Samuel gehört nicht der Hereditary Peerage Association an. Im Register of Hereditary Peers des House of Lords, die für eine Nachwahl zur Verfügung stehen, ist er nicht verzeichnet.

## Familie und Privates
Samuel heiratete am 30. Januar 1975 Caroline Jane Sacks, die Tochter von Dr. David Sacks. Aus der Ehe gingen fünf Kinder hervor, vier Töchter und ein Sohn. 1999, im Jahre seines Ausscheidens aus dem House of Lords, gab er 9 Acacia Road, London, als Wohnsitz an.
Zu seinen Hobbys gehören Bridge und Puzzlen.